# Центростремителна сила
Центростремителна сила е силата, действаща на тяло, движещо се по затворена криволинейна траектория (окръжност или елипса), насочена към центъра на кривината на траекторията. Всяко движение по затворена крива е ускорително. Измерва се в нютони. Тривиален случай на такова движение е движението на тяло по окръжност. В този случай центростремителната сила е насочена към центъра на окръжността.
Центростремителната сила винаги действа перпендикулярно на посоката на движение на тялото. В случая, когато обектът се движи по дъга от окръжност с променлива скорост, пълната сила се разлага на перпендикулярна компонента, която променя посоката на движение (центростремителна компонента), и паралелна или тангенциална компонента, поради която се променя скоростта.

## Основни зависимости
Центростремителното ускорение зависи от радиуса r на окръжността и от скоростта v (линейната скорост) на обекта:
{\displaystyle \mathbf {a} _{c}=-{\frac {v^{2}}{r}}{\hat {\mathbf {r} }}=-{\frac {v^{2}}{r}}{\frac {\mathbf {r} }{r}}=-\omega ^{2}\mathbf {r} }
където ω = v /r е ъгловата скорост, r е радиусът на окръжността. Отрицателният знак показва, че посоката на ускорението е към центъра на окръжността.
От втория принцип на механиката F = ma за центростремителната сила следва:
{\displaystyle \mathbf {F} _{c}=-{\frac {mv^{2}}{r}}{\hat {\mathbf {r} }}=-{\frac {mv^{2}}{r}}{\frac {\mathbf {r} }{r}}=-m\omega ^{2}\mathbf {r} =-m{\boldsymbol {\omega }}\times ({\boldsymbol {\omega }}\times {\boldsymbol {r}})}
където {\displaystyle {\hat {\mathbf {r} }}} е единичният вектор по посока на нарастване на радиуса r.